# Pat Micheletti
Patrick J. Micheletti (USA, Minnesota, Hibbing, 1963. december 11. –) profi jégkorongozó. Testvére Joe Micheletti is profi jégkorongozó volt.

## Karrier
Komolyabb karrierjét a University of Minnesotán kezdte 1982–1983-ban. Az egyetemi csapatban 1986-ig játszott. Legjobb idényében 44 mérkőzésen 96 pontot szerzett. Az 1982-es NHL-drafton a Minnesota North Stars választotta ki a kilencedik kör 185. helyén. Felnőtt pályafutását az AHL-es Springfield Indiansban kezdte meg 1986-ban. A következő szezont is itt töltötte. 1987–1988-ban az IHL-es Kalamazoo Wingsben játszott, mikor felhívták az NHL-be a North Starsba 12 mérkőzésre és összesen két gólt ütött. 1988–1992 között az európai olasz ligában játszott. 1992-ben vonult vissza.

## Díjai
- WCHA Első All-Star Csapat: 1985
- NCAA Nyugati Első All-American Csapat: 1985
- WCHA Második All-Star Csapat: 1986
- Olasz (Seria A) bajnok: 1989